# Teofil Lorkiewicz

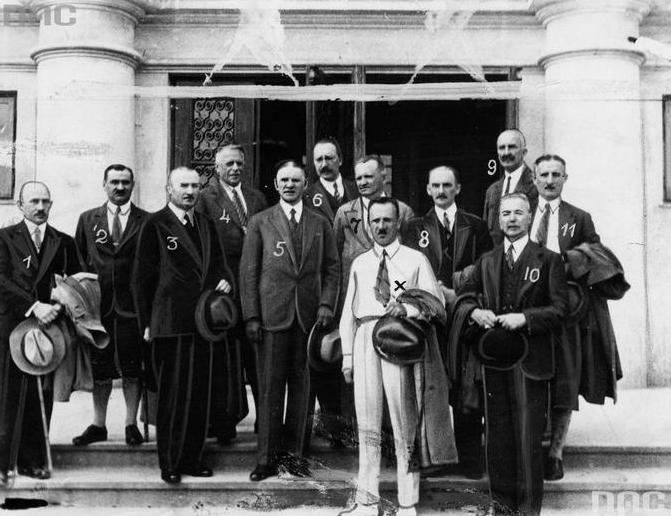
Zjazd dyrektorów Lasów Państwowych w Gdyni w 1932. Pod nr. 3 T. Lorkiewicz.

Teofil Lorkiewicz (ur. 1 marca 1885 w Pobiedziskach, zm. w sierpniu 1944 w Warszawie) – polski leśnik. 
Do gimnazjum uczęszczał w Gnieźnie, gdzie od 1903 należał do polskiej patriotycznej organizacji Towarzystwo Tomasza Zana, za co relegowano go ze szkoły w 1906, bez umożliwienia zdania egzaminu maturalnego. W tej sytuacji postanowił studiować od 1907 leśnictwo w Akademii Leśnej (Königliche-Sächsische Forstakademie) w Tharandt, kończąc tam naukę w 1910. W następnych latach, aż do 1919, pracował w różnych prywatnych lasach: w 1911 w rejonie Czerniejewa, gdzie odbywał praktykę, potem w Chlewiskach, a tuż przed wybuchem I wojny światowej powrócił do pracy w Wielkopolsce. Po odzyskaniu niepodległości przez Polskę mianowano go dyrektorem okręgowym lasów państwowych w Gdańsku, a po likwidacji tego okręgu w 1924, objął posadę dyrektora okręgowego Lasów Państwowych w Toruniu, kierując jednostką do 1932, gdy zaangażowano go na analogicznym stanowisku w Poznaniu, na którym pracował do 1939. W trakcie kampanii wrześniowej przeniósł się do Warszawy, gdzie pracował jako kasjer w drogerii i w spółce zajmującej się handlem drewnem. Jednocześnie zaangażował się w działalność niepodległościową, w efekcie czego w 1941 powierzono mu kierowanie sprawami gospodarki leśnej w podziemnej Delegaturze Rządu na Kraj. Na tym stanowisku zorganizował Radę Główną Leśnictwa i podporządkowaną jej rozbudowaną sieć leśników w całym kraju. Struktura ta zajmowała się m.in. dezorganizowaniem niemieckich planów pozyskiwania drewna na terenach okupowanych, dokumentacją zniszczeń wyrządzanych w lasach przez Niemców i pomocą leśnikom. Po wybuchu powstania warszawskiego aresztowany 3 VIII przez siły okupanta i wkrótce potem zamordowany. 

## Upamiętnienie
Nazwiskiem Lorkiewicza nazwano w 2010 rondo w Toruniu. W 2015 odsłonięto dwa pomniki upamiętniające T. Lorkiewicza: głaz z tablicą w Czerniejewie oraz obelisk przed siedzibą Regionalnej Dyrekcji Lasów Państwowych w Toruniu, który to budynek powstał staraniem Lorkiewicza w roku 1930. 